# Famille de Roncherolles
La famille de Roncherolles est une famille chevaleresque remontant au Xe siècle qui tire son nom de la terre et seigneurie de Roncherolles, située dans le Vexin normand.
Le doyenné de Ry possédait deux paroisses de Roncherolles, dont l'une devait être le berceau familial, établi à Cuverville.
Elle possédait de nombreuses terres, le manoir familial au Grand Roncherolles, sur la commune de Cuverville, et était alliée à de nombreuses familles puissantes. Il est prétendu que le titre de Grand Bouteiller de Normandie était attaché à la terre de Roncherolles. Cette famille a fait également de nombreuses donations au prieuré des Deux-Amants. Ils portaient le nom de sire de Roncherolles, jusqu’en 1652, date à laquelle la terre est devenue un marquisat.
À la mort de Philippe de Roncherolles, la famille s'est divisée en plusieurs branches :
- branche des seigneurs et marquis de Mainneville ;
- branche des seigneurs et marquis de Roncherolles ;
- branche des seigneurs de Heuqueville, de Planquery et de Daubeuf, qui s'est ramifiée par la suite avec la branche des seigneurs de Daubeuf.

## Les membres les plus marquants
- Aimar de Roncherolles. Premier seigneur connu de cette famille, il accompagna Charlemagne à Rome pour son couronnement en 800.
- Pierre Ier de Roncherolles, mort le 12 août 990. La filiation est prouvée depuis ce personnage.
- Roger III. Il fonde la chapelle Saint-Laurent dans son château de Roncherolles.
- Geoffroi Ier dit le Vieil. Sénéchal de Beaucaire et de Nîmes. Sénéchal de Montredon de 1258 à 1260[4], il exerce ensuite les fonctions de bailli de Vermandois de 1260 à 1269[5].
- Jean de Roncherolles. Il est allé en Angleterre pour ramener en France Isabelle, fille de Charles VI et veuve de Richard II d'Angleterre. Par son mariage avec Isabelle de Hangest en 1367, il est devenu baron d’Heuqueville et du Pont-Saint-Pierre[6].
- Guillaume V de Roncherolles, mort en 1415 à la bataille d’Azincourt. Trois de ses cinq enfants ont trouvé la mort dans la défense de Château-Gaillard, assiégé par les Anglais. Marié en 1380 à Marguerite de Léon, fille unique et héritière d’Hacqueville et Ferrières.
- Pierre III de Roncherolles. Conseiller et chambellan des rois Louis XI et Charles VIII. Par son mariage avec Marguerite de Châtillon en 1452 et à la mort de son beau-frère Artus (après 1456), il est devenu seigneur de Châtillon, Troissy, La Ferté-en-Ponthieu et Marigny[7]. Mort en 1503, il est inhumé à Écouis[8].
- Louis II de Roncherolles. Conseiller et chambellan du roi. Gouverneur des villes de Péronne, de Roye et de Montdidier. Il est représenté sur un vitrail de la cathédrale de Beauvais[9],[10]. Il fonde une chapelle Saint-Hubert dans son château de Roncherolles. Il se marie à Françoise d'Halluin[11]. Il meurt en 1538 et est inhumé à Écouis.
- Adrien de Roncherolles. Enfant d'honneur du roi François Ier. À son retour de prison, comme gage du roi, il est fait gentilhomme ordinaire de la chambre du roi. Il meurt en 1523 pendant le siège d'Arona.
- Philippe de Roncherolles. Gentilhomme ordinaire de la chambre du roi, capitaine. Gouverneur successif de Pontoise, Caen et Beauvais. Il se marie en 1558 avec Renée d'Espinay.
- Pierre IV de Roncherolles. Sénéchal du comté de Ponthieu, premier baron de Normandie. Conseiller d'honneur-né au Parlement de Rouen. Gouverneur de la ville et du château d'Abbeville[12]. En 1585, il vend toutes les terres agricoles, ne conservant que ses droits seigneuriaux[13].
- Marie de Roncherolles. Abbesse de Fontaine-Guérard.
- Pierre V de Roncherolles. Conseiller du roi, député de la noblesse normande aux États généraux de 1614, tenus à la majorité de Louis XIII. Marié en 1603 à Marie de Nicolaï.
- Charles de Roncherolles, dit le comte du Pont-Saint-Pierre. Capitaine de frégate, mort en 1704.
- Claude-Thomas-Sybille-Gaspard-Nicolas-Dorothée de Roncherolles (1704-1789), dit le chevalier de Pont-Saint-Pierre. Lieutenant général des armées du roi, chef de brigade des gardes du corps du roi dans la compagnie d'Harcourt.

## Armes de la famille
| Armes de la famille de Roncherolles | Les armes de la famille de Roncherolles se blasonnent ainsi : D’argent, à deux faces de gueules. |

## Alliances notables
Les Roncherolles se sont alliés notamment aux Léon, aux Nicolaï, aux Maupeou, aux Créquy, aux d'Hangest, aux Mailly…

## Pour approfondir